# Hermsdorf/Erzgebirge
Hermsdorf/Erzgebirge (ufficialmente in tedesco Hermsdorf/Erzgeb.) è un comune di 935 abitanti della Sassonia, in Germania.
Appartiene al circondario della Svizzera Sassone-Monti Metalliferi Orientali ed è parte della Verwaltungsgemeinschaft Altenberg.